# سجلات نارنيا: الأسد، الساحرة وخزانة الملابس
سجلات نارنيا: الأسد، الساحرة وخزانة الملابس هو فيلم مغامرات خيالية ملحمي من إخراج أندرو آدمسون وعلى أساس رواية الأسد، الساحرة وخزانة الملابس ضمن سلسلة سجلات نارنيا.

## الميزانية والإيرادات
بلغت تكلفة إنتاج الفيلم حوالي 180 مليون دولار بينما حقق أرباحا تقدر بـ 745 مليون دولار.

## وصلات خارجية
- سجلات نارنيا: الأسد، الساحرة وخزانة الملابس على موقع IMDb (الإنجليزية)
- سجلات نارنيا: الأسد، الساحرة وخزانة الملابس على موقع ميتاكريتيك (الإنجليزية)
- سجلات نارنيا: الأسد، الساحرة وخزانة الملابس على موقع الموسوعة البريطانية (الإنجليزية)
- سجلات نارنيا: الأسد، الساحرة وخزانة الملابس على موقع روتن توميتوز (الإنجليزية)
- سجلات نارنيا: الأسد، الساحرة وخزانة الملابس على موقع نتفليكس (الإنجليزية)
- سجلات نارنيا: الأسد، الساحرة وخزانة الملابس على موقع قاعدة بيانات الأفلام العربية
- سجلات نارنيا: الأسد، الساحرة وخزانة الملابس على موقع ألو سيني (الفرنسية)
- سجلات نارنيا: الأسد، الساحرة وخزانة الملابس على موقع Turner Classic Movies (الإنجليزية)
- سجلات نارنيا: الأسد، الساحرة وخزانة الملابس على موقع أول موفي (الإنجليزية)
- سجلات نارنيا: الأسد، الساحرة وخزانة الملابس على موقع بوكس أوفيس موجو (الإنجليزية)
- الموقع الرسمي